# Эрбен, Огюст
Огюст Эрбен (фр. Auguste Herbin; 29 апреля 1882, Кьеви (фр.), кантон Кодри, Франция — 31 января 1960, Париж) — французский художник, один из главных представителей геометрического абстракционизма в европейском искусстве.

## Жизнь и творчество
Родился в семье художника. Учился в Школе изящных искусств в Лилле.
Художественные работы Эрбена демонстрируют многочисленные смены различных стилей живописи. За его первыми картинами в стиле произведений Ван Гога следуют полотна, написанные под явным фовистским и кубически-фигуративным влиянием.
Начиная с 1913 года Огюст Эрбен создаёт красочные, сочные фигуративные картины; затем, в 1917—1921 годах переходит к абстрактно-геометрической живописи, скульптуре и фрескам. После следующего фигуративного периода творчества художник выбирает уже окончательно абстрактную живопись. Работы Огюста Эрбена оказали заметное влияние на творчество Виктора Вазарели и Оп-арт в целом. Эрбен также считается одним из сооснователей «креативного абстракционизма» (Abstraction-Creation).